# Ekebergia
Ekebergia é um género botânico pertencente à família Meliaceae.